# Batracobdelloides tricarinatus
Batracobdelloides tricarinatus (лат.) — вид плоских пиявок (Glossiphoniidae).

## Название
Родовое название Batracobdelloides происходит от наименования близкого рода пиявок Batracobdella (латинский суффикс -oides имеет значение «близкий, похожий»), в свою очередь, происходящего от греческого βάτραχος «лягушка» и βδέλλα «пиявка» — Batracobdella является эктопаразитом лягушек.
Изначально вид был описан под названием Helobdella tricarinata (Blanchard, 1897). Спустя 12 лет он был независимо обнаружен и описан как Clepsine nilotica (Johansson, 1909). Позднее обе находки были отнесены к роду Batracobdella (Moore, 1933), а затем было показано, что они относятся к одному виду (Augener, 1936). Наконец, вид был отнесён к роду Batracobdelloides и переописан как Batracobdelloides tricarinatus (Oosthuizen, 1986).

## Описание
Общая длина Batracobdelloides tricarinatus достигает 20 мм, ширина — 4 мм. Тело листообразное, ланцетно-яйцевидное, уплощённое в спинно-брюшном направлении, несёт продольные ряды небольших сосочков, наиболее развитых на сегментах VII—XXIV. Передняя часть тела отделена от остального тела более узкой перетяжкой, образуя подобие «головки». Края тела с мелкими зазубринами.
Окраска тела зеленовато-бурая, без отчётливых полос. На спинной стороне позади пояска различимы четыре ряда жёлто-оранжевых пятен. Область перед глазами не пигментирована. Брюшная сторона тела светлая, с двумя зеленоватыми продольными полосами. На задней присоске хорошо заметны бурые радиальные полосы в числе 8—10 штук.
Тело сегментированное, сегменты I—II слиты, сегменты III—IV состоят из двух колец, сегменты VI—XXIV — из трёх колец, сегменты XXV—XXVII — из 1 кольца. Сегмент V состоит из трёх колец на спинной стороне тела и из двух с брюшной (два кольца сливаются друг с другом). Суммарно количество колец равно 68. Борозды между сегментами часто заметно глубже, чем борозды между кольцами в пределах сегмента. В средней области тела третье кольцо каждого сегмента разделено неглубокой вторичной бороздкой на две половины.
На переднем конце тела имеется две пары глаз, глаза передней пары небольшие, малозаметные; глаза задней пары существенно крупнее. Находятся на III сегменте.
Имеется мускулистый хобот. Желудок с 7 парами слабоветвистых карманов (отростков), среди которых наибольшей длиной обладают карманы 1 пары. Кишечник с 4 парами коротких карманов.
Нефридиопоров 14 пар, они расположены на сегментах VIII—X и XIV—XXIV.
Гермафродиты. Имеются семенной и яйцевой мешки. Мужское и женское половые отверстия (гонопоры) разделены 2 кольцами (мужская гонопора расположена между XI и XII сегментами, женская — на XII сегменте). Семенных мешков 6 пар.
Размножение в течение всего года. Сперматофоры прямые или изогнутые, прикрепляются преимущественно к спинной стороне тела. Количество детёнышей в потомстве достигает 118 особей. После откладывания коконы прикрепляются к брюшной стороне тела; при прикосновении пиявка сворачивается таким образом, что защищает кокон. При этом форма тела уплощается ещё больше, а края тела подворачиваются таким образом, что для коконов образуется желобок. Новорождённые особи имеют линейную форму.

## Образ жизни
Batracobdelloides tricarinatus — пресноводный вид пиявок. Обнаружена в том числе внутри мантийных полостей моллюсков — Bulinus africanus (семейство катушки), Caelatura (семейство перловицы), Mutela mabilli, Chambardia и Aspatharia (семейство Iridinidae). Такого рода ассоциации не уникальны для этого вида — они показаны для нескольких других видов рода Batracobdelloides, а также родов Hemiclepsis и Placobdella.
Эктопаразит. Питается кровью рыб. В естественной среде была обнаружена на африканских клариевых сомах (Clarias gariepinus), большеротых жёлтых груперах (Labeobarbus kimberleyensis), а также Synodontis frontosus. В лабораторных условиях также показано питание на мозамбикской тиляпии (Oreochromis mossambicus) и китайском карасе (Carassius auratus). Судя по всему, перечень потенциальных хозяев среди рыб весьма широк.
Доподлинно неизвестно, в каких взаимоотношениях Batracobdelloides tricarinatus находится с двустворчатым моллюском-хозяином. Предполагают, что молодые особи могут питаться слизью и соками моллюска, однако процесс питания пока никто не наблюдал.

## Распространение
Встречается в бассейне реки Нил и близлежащих пресных водоёмах. Обнаружена в Египте, Кении, Судане, Танзании, Уганде. Также указывается для Йемена и Саудовской Аравии. Сообщения об обнаружении этого вида в Израиле подвергаются сомнению, тождественность этих находок виду Batracobdelloides tricarinatus не обоснована.

## Таксономия
Наиболее близкий вид — южноафриканская Batracobdelloides amnicolus, иногда рассматривавшаяся как вид, тождественный Batracobdelloides tricarinatus. Молекулярные данные показали, что различия между ними достаточно велики (COI p-distance 5,8 %). Другим близким видом является Batracobdelloides koreanus, распространённая в Азии.